# Stazione di Olimpico-Farnesina
Stazione di Olimpico-Farnesina 1990-ben bezárt vasútállomás Olaszországban, Róma településen.

## Vasútvonalak
Az állomást az alábbi vasútvonalak érintették:
- Cintura Nord

## Kapcsolódó állomások
A vasútállomáshoz az alábbi állomások vannak a legközelebb:
- Stazione di Pineto